# Cycle solaire 19
Le cycle solaire 19 est le dix-neuvième cycle solaire depuis 1755, date du début du suivi intensif de l'activité et des taches solaires. Il a commencé en 1954 et s'est achevé en 1964.